# Glavice (Bugojno, BiH)
Glavice su naseljeno mjesto u općini Bugojno, Federacija Bosne i Hercegovine, BiH.

## Stanovništvo

### Popisi 1971. – 1991.
| Glavice            |               |               |               |
| godina popisa      | 1991.         | 1981.         | 1971.         |
| Muslimani          | 679 (96,72 %) | 615 (99,83 %) | 583 (91,52 %) |
| Hrvati             | 17 (2,42 %)   | 0             | 49 (7,69 %)   |
| Srbi               | 1 (0,14 %)    | 0             | 0             |
| Jugoslaveni        | 3 (0,42 %)    | 0             | 0             |
| ostali i nepoznato | 2 (0,28 %)    | 1 (0,16 %)    | 5 (0,78 %)    |
| ukupno             | 702           | 616           | 637           |

### Popis 2013.
| Glavice            |               |
| godina popisa      | 2013.         |
| Bošnjaci           | 647 (99,54 %) |
| Hrvati             | 0             |
| Srbi               | 0             |
| ostali i nepoznato | 3 (0,46 %)    |
| ukupno             | 650           |

## Poznate osobe
- Esad Duraković, bosanskohercegovački filolog, orijentalist, arabist, prevoditelj i književnik kritičar
- Franjo Jezidžić, bosanskohercegovački pjesnik za djecu, profesor hrvatskog jezika i novinar